# Gebed

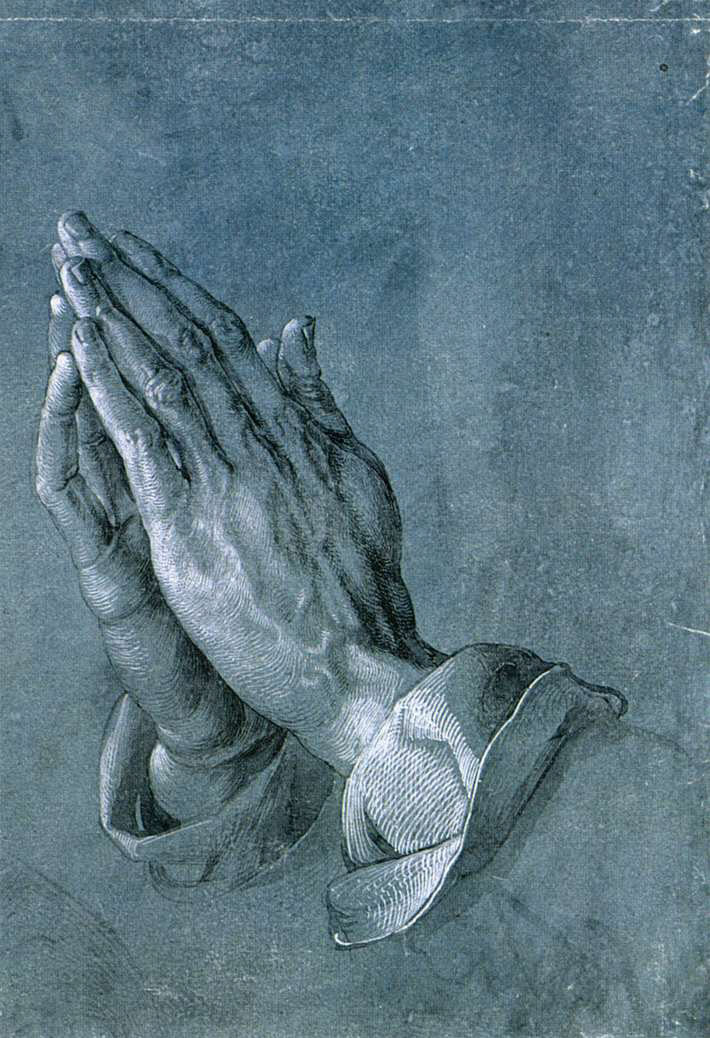
Een christelijke gebedshouding. Biddende handen, pen-en-inkttekening. Albrecht Dürer (1471-1528)

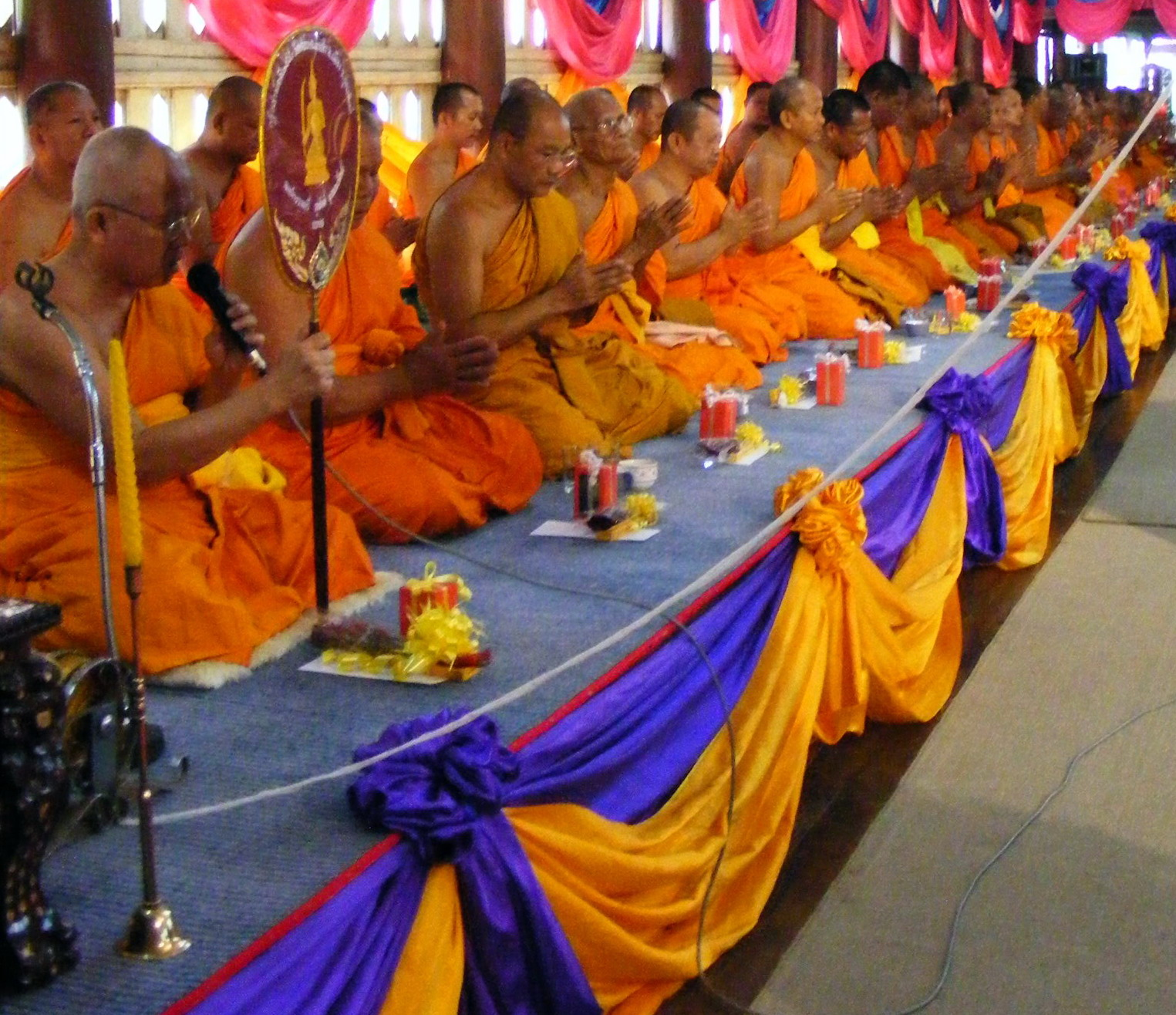
Boeddhistische monniken in Thailand tijdens een gebed

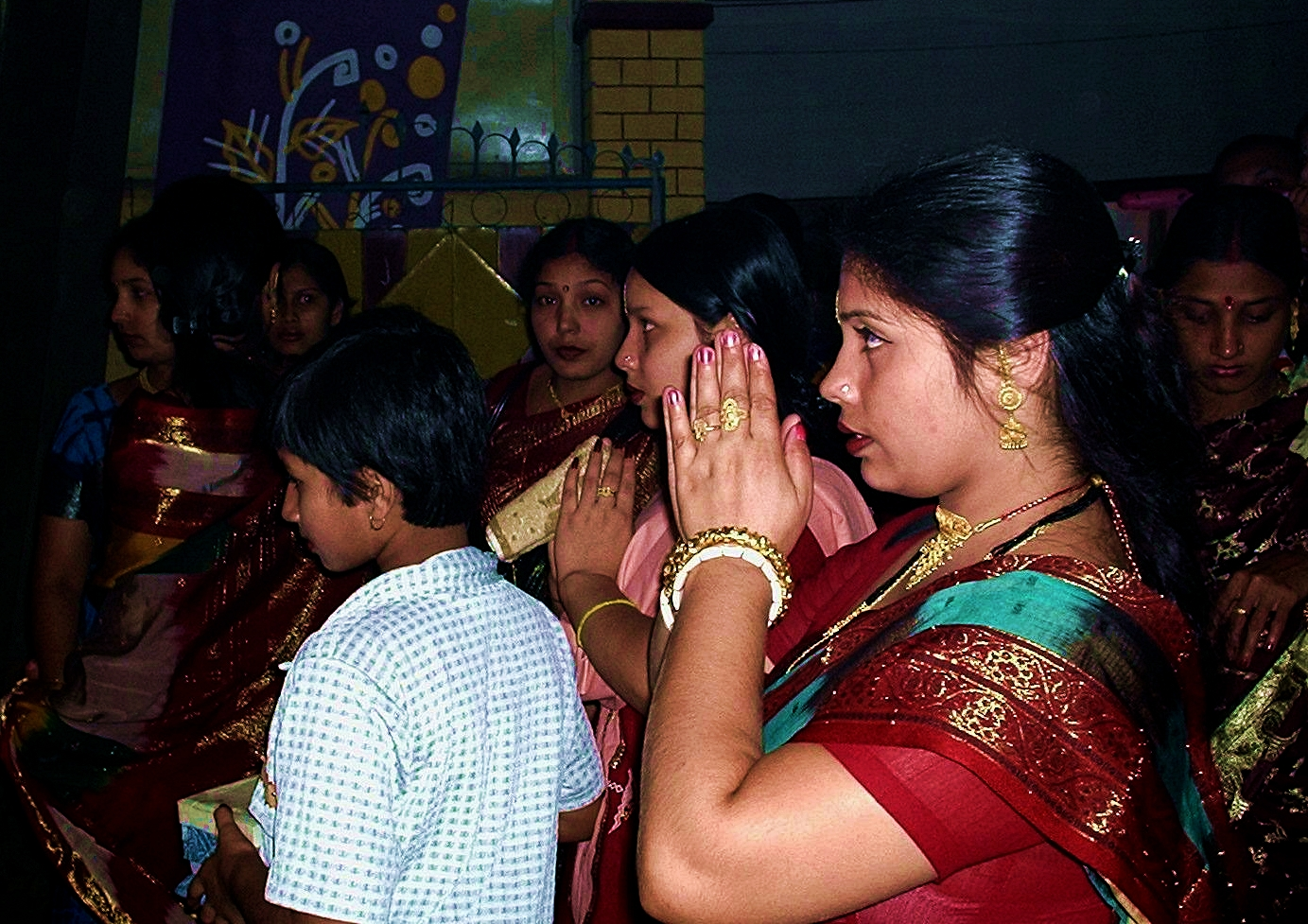
Hindoeïstisch gebed in Bangladesh

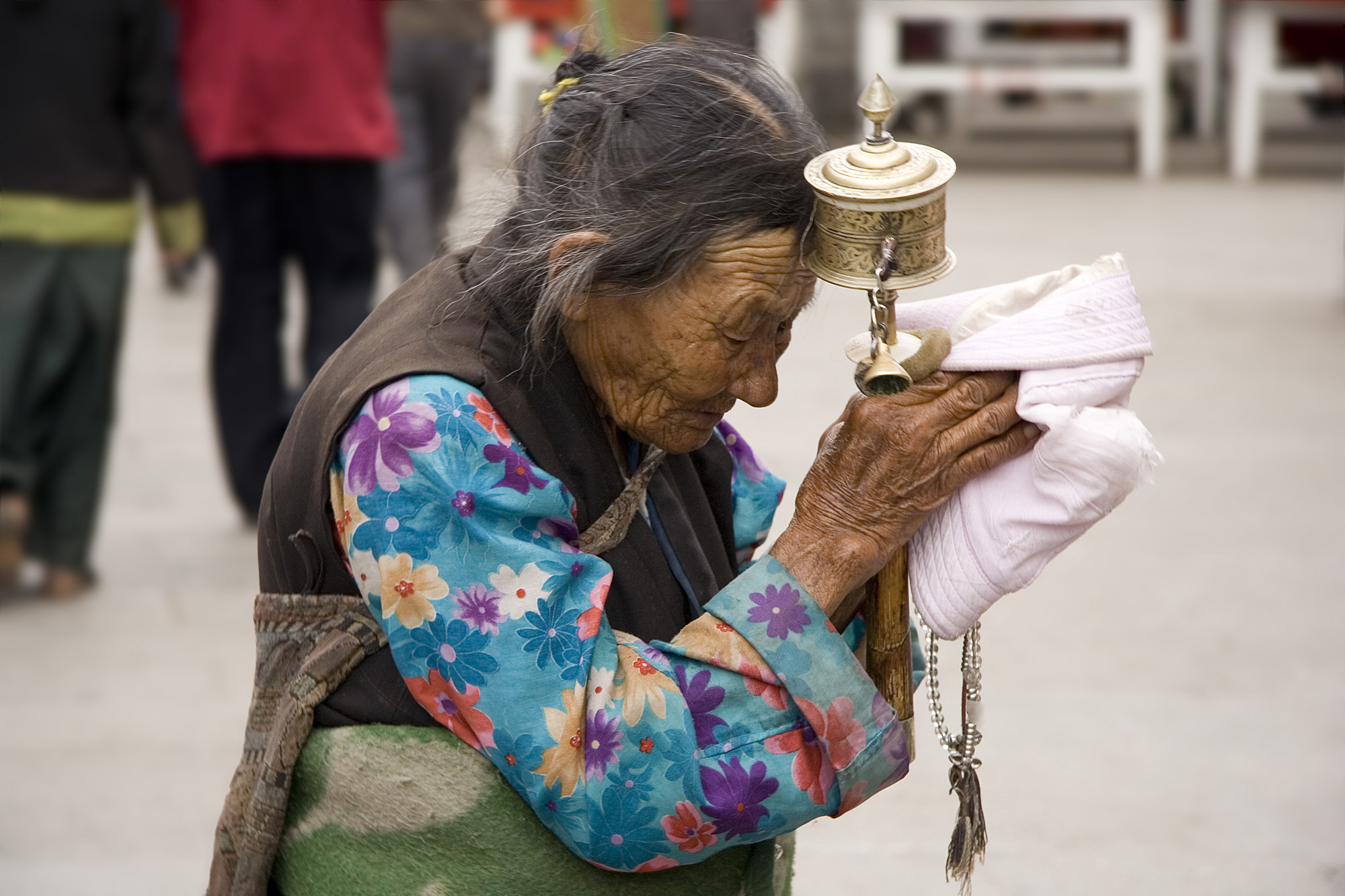
Oude vrouw houdt een gebedswiel vast in Lhasa

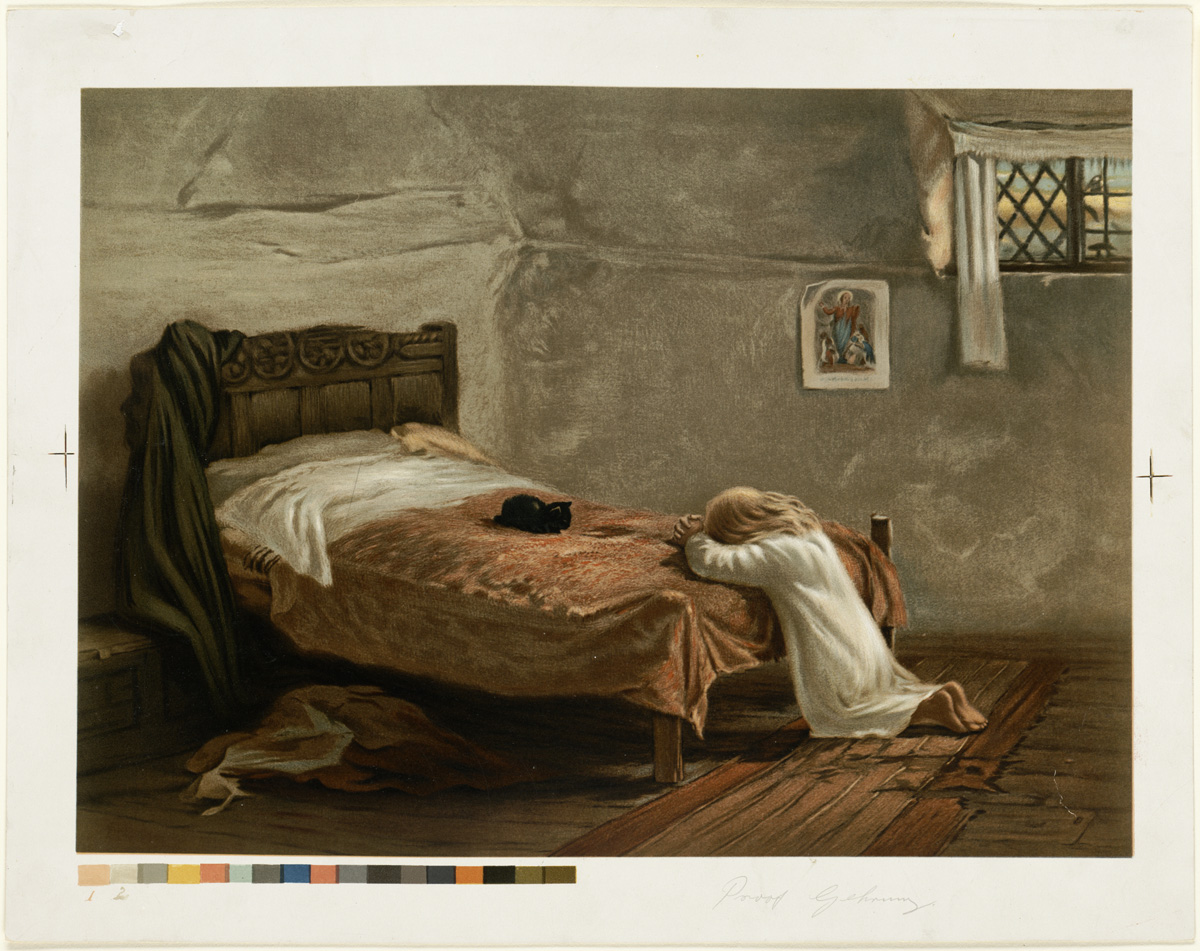
Evening Prayer, ca. 1861-1897.
Boston Public Library,

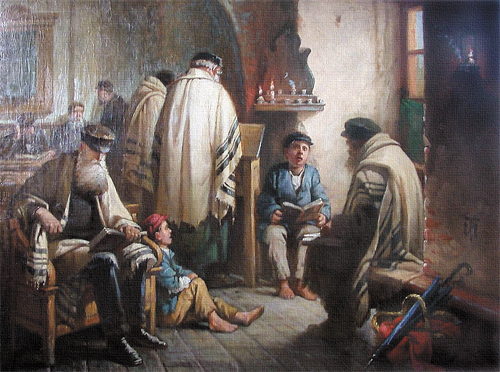
De joden bidden, 1911.Ivan Petrovich Trutnev (1827-1912)

Het gebed is in veel religies een verbaal of non-verbaal ritueel waarbij een gelovige zich wendt tot transcedente wezens (God, goden, verlichte wezens). Het doel van een gebed kan zijn om eerbied te tonen, een verzoek te doen, of om de eigen gedachten en emoties te uiten of richting te geven.

## Inhoud
De inhoud van het gebed verschilt tussen de verschillende (soorten van) religies. 

### Boeddhisme
In het boeddhisme heeft het gebed het karakter van het tonen van eerbied of respect aan de Boeddha, de Dhamma en de Sangha. Soms worden reflecties over diverse aspecten van de boeddhistische leer (de Dhamma) gereciteerd. Veel boeddhisten in Azië doen vaak verzoeken aan devas (goden), Bodhisattvas of één of meerdere Boeddhas.

### Christendom
Liturgisch wordt het gebed binnen de verschillende strekkingen van het christendom verschillend ingevuld. Men onderscheidt:
In de rooms-katholieke liturgie:
- Schuldbelijdenis en kyrië: er wordt schuld beleden en om vergeving gevraagd.
- Gloriagebed: God wordt hierbij gedankt om wat Hij gegeven heeft en om wie Hij is.
- Eucharistisch gebed: het gebed als voorbereiding op de eucharistie tijdens een Mis.
- Het Agnus Dei, een gebed om ontferming en vrede, en het Sanctus waarin God wordt aanbeden.
- Smeekbede: er wordt gevraagd om vervulling in nood en behoeften (zie ook litanie). Het smeekgebed speelde een grote rol in opwekkingen.

In de protestantse liturgie:
- Aanbidding: God wordt geprezen om Zijn macht en Zijn persoonlijke betrokkenheid bij het leven.
- Het gebed om ontferming: hierin wordt aan God gevraagd zich de nood van de wereld aan te trekken.
- Voorbede: er wordt gebeden om hulp en bijstand in concrete situaties.
- Dankzegging: men dankt voor Gods hulp en trouw.

In de Evangelische- en Pinkstergemeenten:
- Dankzegging en aanbidding: meestal is dit in elkaar verweven. Inhoudelijk is dit gelijk aan de protestantse liturgie.
- Voorbede: inhoudelijk is dit gelijk aan de protestantse liturgie.

Tevens gebeurt het in Evangelische- en Pinkstergemeenten vaker dat de gelovige zélf bidt in de eredienst. Soms bidt men allen door elkaar, soms wordt er gebeden in tongen (men soms vreemde klanken omdat menselijke taal vaak ontoereikend is om God te eren). 
De kerk wordt het huis van gebed genoemd, als verwijzing naar Mattheüs 21:13. 
De gebeden die men thuis bidt, zijn dikwijls afhankelijk van de kerkelijke strekking waartoe men behoort:
- tafelgebed: voor, en soms na de maaltijd bidt en dankt men voor het eten (soms wordt ook het Onze Vader als tafelgebed gebeden).
- gebed om vergeving: dit wordt heel verschillend ingevuld
- het Angelus, (Rooms-Katholiek) dat gewoonlijk drie keer per dag wordt gebeden
- het Magnificat (Rooms Katholiek), de lofzang van Maria die wordt nagebeden.
- het rozenkransgebed (Rooms-Katholiek), met behulp van een rozenkrans wordt herhaaldelijk het Onzevader en het Weesgegroet gebeden.
- het Weesgegroet (Rooms Katholiek), gericht aan de heilige Maagd Maria.
- het getijden (Rooms-Katholiek), is het dagelijkse gebed voorgeschreven voor monniken, monialen, priesters en leken en bestaat hoofdzakelijk uit het bidden van Psalmen, hymnen, kantieken en lezingen.

Katholieken beginnen en eindigen hun gebeden vrijwel altijd met het maken van een kruisteken.
In het christendom zijn er verschillende manieren om een gebed af te sluiten, bijvoorbeeld:
- "amen"
- "om Jezus' wil"
- "(ik/wij vragen dit) in de naam van de Vader, de Zoon en de Heilige Geest, amen"

### Islam

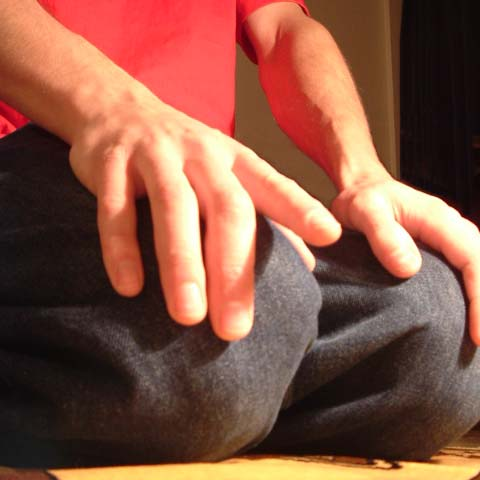
Een islamitische gebedshouding tijdens de salat

Binnen de islam zijn er drie verschillende vormen van gebed:
- Dhikr: een meditatieve vorm van gebed;
- Dua: een persoonlijk gebed zonder vaste regels;
- Salat of Salah: het rituele, vijfmaal dagelijkse gebed om God te danken.

Daarnaast bestaat er het begrafenisgebed, dat een overlap kent tussen een dua en de salat.
Salat komt niet geheel overeen met de westerse betekenis van het woord gebed. De salat is bedoeld om God te eren.

### Jodendom
Het tefilla-gebed speelt een centrale rol in het jodendom. Zo zijn er bijvoorbeeld aangepaste gebeden voor verschillende uren van de dag, verschillende dagen van het jaar en verschillende gebeurtenissen in het mensenleven en de natuur rondom.

## Gebedshouding
Er zijn verschillende gebedshoudingen.

### Boeddhisme
In het boeddhisme zijn er diverse gebedshoudingen. In het Tibetaans boeddhisme maakt men een volledige prostratie van staand naar liggend en weer staand, hetgeen een geoefend persoon soms honderden keren, in betrekkelijk snel tempo, kan herhalen. In de Theravada traditie in Thailand zit men geknield op de tenen, en heeft de handen continu in de gebedshouding, waarbij de handen diagonaal omhoog gericht zijn en losjes tegen elkaar gehouden worden. Vaak blijft men gedurende het hele gebed in deze houding zitten, hetgeen soms een uur of langer is. Wanneer het te oncomfortabel wordt wisselt men naar een meer comfortabele houding, gelijkend op de traditionele meditatiehouding. Tijdens de gebeden zal men ook vaak de zogenaamde vijf-punts-buiging maken; bij deze buiging zit men op de genoemde houding op de knieën, en brengt vervolgens beide handen en ellebogen, en het voorhoofd tot de grond.

### Christendom

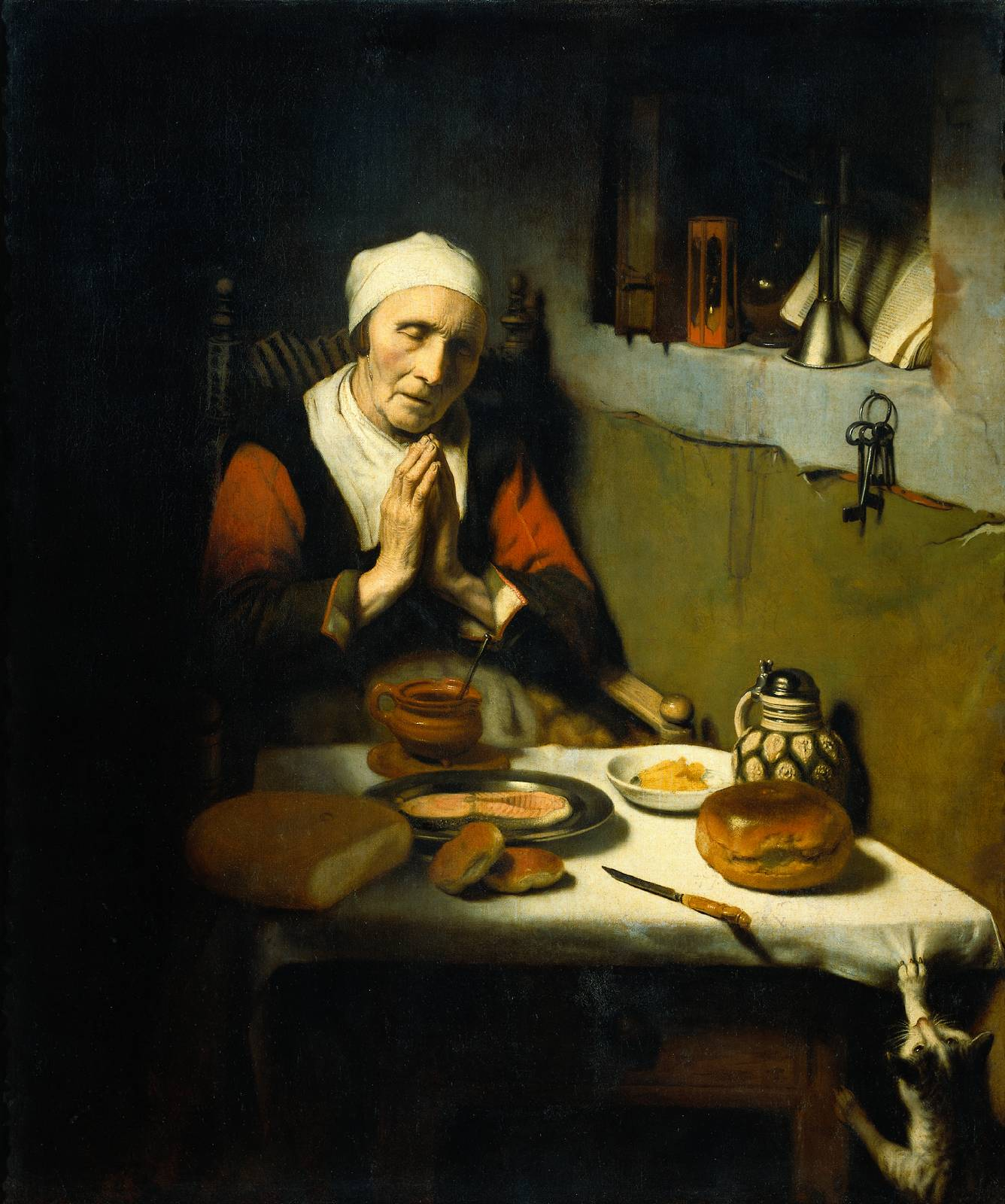
Oude vrouw in gebed. Het gebed zonder end, ca. 1656. Nicolaes Maes (1634-1693)

In het christendom kan men zowel knielend, zittend als staande bidden. De handen worden meestal gevouwen, maar ook de orantehouding komt vaak voor. Bij de charismatische bewegingen binnen het christendom is het staand bidden met opgeheven handen tijdens samenkomsten gebruikelijk. In besloten kring of bij persoonlijk gebed geven sommigen vaak de voorkeur aan zittend bidden met gesloten ogen en gevouwen handen. Men kan zowel de vingers verstrengelen als met de vingers tegen elkaar bidden. Elkaars handen vasthouden komt ook voor wanneer in gemeenschap gebeden wordt. 

### Islam

#### Dua
Een manier van een dua verrichten kan door middel van het maken van een soort kommetje met de handen als men op de grond zit. Na het uitspreken van de bede wrijft men hierna met beide handen in het gezicht. Dit kan individueel worden verricht, maar ook in een groep waarbij een spreker een dua uitspreekt. De toehoorders kunnen bevestigend antwoorden (amen) en kunnen de dua besluiten door het reciteren van Soera De Opening.

#### Dhikr
Dhikr kan door middel van een tasbih worden verricht. Dit kan bijvoorbeeld staand, maar ook zittend.

#### Salat
Een van de vijf zuilen van de islam is de salat, die dagelijks vijfmaal volbracht dient te worden tot God. In de gebedshouding komt eerbied voor God tot uitdrukking en onderwerping van de mens aan God. Het gebed bestaat uit een aantal houdingen: staand, voorover gebogen en knielend. Op een voorgeschreven rituele wijze komen deze vormen tijdens elk gebed aan de orde. Het toppunt van de onderwerping is het moment in het gebed waarbij knielend met het voorhoofd de grond wordt geraakt. Tijdens de salaat getuigt men op een bepaald moment dat er geen god is dan God door te wijzen met de wijsvinger. Het geheel wordt afgesloten met een hoofdbeweging van rechts naar links, waarbij de engelen worden gegroet die de mens vergezellen.
Als men door bijvoorbeeld ziekte in de onmogelijkheid verkeert een bepaalde gebedshouding aan te nemen, dan kan men bijvoorbeeld op een stoel zitten of zelfs liggend in bed. In een uiterst geval kan men zelfs de lichaamshoudingen door middel van de oogleden symboliseren.

#### Begrafenisgebed
Het begrafenisgebed wordt in zijn geheel rechtopstaand uitgevoerd, behalve in geval van de reeds eerder genoemde onmogelijkheid bij de salat. De imam stelt zich op richting de qibla vóór het stoffelijk overschot, waarbij het aanbevolen is minimaal drie rijen achter de imam te vormen. Hierbij wordt vier keer Allahoe akbar gereciteerd. Deze eerste takbir is bedoeld om het gebed in te leiden. Daarna wordt soera De Opening in stilte gereciteerd. Na de tweede takbir worden de vredesgroet en zegeningen over Mohammed uitgesproken. Na de derde takbir wordt een dua gedaan voor de dode. Na de vierde takbir volgt een stilte of kunnen meer smeekbeden worden gemaakt. Het gebed wordt beëindigd door het gezicht naar rechts (en niet eveneens naar links, zoals gebruikelijk bij de salat) te draaien voor de salam.

### Jodendom
In het jodendom zijn staan en zitten de gebruikelijke gebedshoudingen. Men staat als de ark wordt geopend en voor sommige gebeden. Zowel staand als zittend wordt er vaak gedeind. Vroeger baden joden ook wel door ver voorovergebogen te liggen. Zo een soort gebedshouding komt nog wel voor bij het karaïtisch jodendom.

## Empirisch onderzoek naar voorbede
Sommige religies beweren dat bidden voor iemand die ziek is, positieve effecten kan hebben op de gezondheid van de persoon voor wie er wordt gebeden.
Er zijn meta-analyses van de literatuur in het onderzoeksterrein uitgevoerd die hebben aangetoond dat er geen effect of slechts een klein potentieel effect is. Bijvoorbeeld een meta-analyse uit 2006 van 14 studies concludeerde "geen waarneembaar effect", terwijl een systemic review van voorbede uit 2007 tot onduidelijke resultaten leidde, omdat 7 van de 17 studies een "klein, maar significant effectniveau"  hadden, maar de review merkte op dat de methodologisch meest rigoureus opgezette studies er niet in slaagden om significante uitkomsten te produceren.